# Diecezja Ahmedabad
Diecezja Ahmedabad (łac. Diœcesis Ahmedabadensis) – diecezja rzymskokatolicka w Indiach, z siedzibą w Ahmadabadzie. Została utworzona w 1949 z terenu archidiecezji bombajskiej.

## Główne świątynie
- Katedra: Katedra Matki Bożej z Góry Karmel w Ahmadabadzie

## Ordynariusze
- Edwin Pinto, S.J. (1949–1973)
- Charles Gomes, S.J. (1974–1990)
- Stanislaus Fernandes, S.J. (1990–2002)
- Thomas Ignatius Macwan (2002–2015)
- Athanasius Rethna Swamy Swamiadian (2018– nadal)